# Circunscrições eclesiásticas católicas da Eslovénia
A Igreja Católica na Eslovénia é constituída por 2 Arquidioceses Metropolitanas, 4 Dioceses e 1 Ordinariato Castrense. Além disso uma eparquia croata de rito bizantino tem jurisdição dentro da Eslovénia.

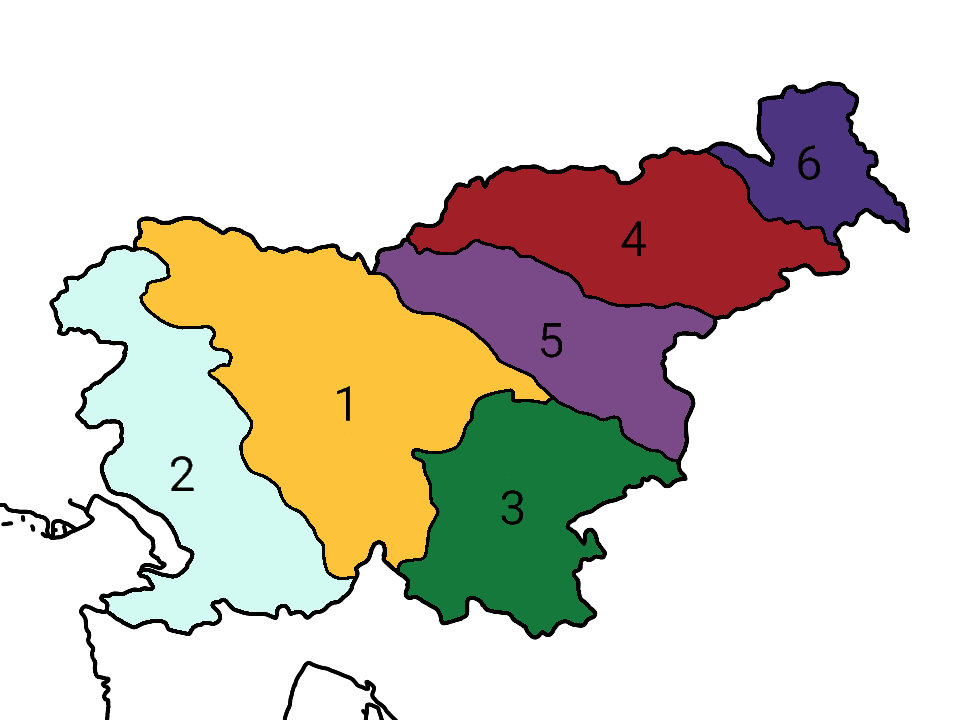
Dioceses da Eslovénia: 1. Arquidiocese de Liubliana; 2. Diocese de Koper; 3. Diocese de Novo Mesto; 4. Arquidiocese Maribor–Lavant; 5. Diocese de Celje; 6. Diocese de Murska Sobota

## Dioceses de Rito Latino[2]

### Província Eclesiástica de Liubliana
- Arquidiocese de Liubliana
  - Diocese de Koper
  - Diocese de Novo Mesto

### Província Eclesiástica de Maribor
- Arquidiocese de Maribor
  - Diocese de Celje
  - Diocese de Murska Sobota

### Jurisdição Sui Iuris
- Ordinariato Castrense na Eslovénia

## Eparquias de Rito Bizantino[3]
- Eparquia Greco-Católica de Križevci (sediada na Croácia)